# Dal luogo del sequestro
Dal luogo del sequestro è un romanzo dell'autore italiano Fulvio Tomizza del 1996.

## Trama

### Prima lettera
Lo sceneggiatore cinematografico Sergio Miletti scrive alla moglie Nicoletta una lunghissima lettera nella quale racconta e spiega gli eventi che l'hanno portato a sparire dalla circolazione contro la propria volontà.
A Roma l'anno precedente aveva fatto la conoscenza di Amalia Salbiati, funzionaria di un ministero, per chiedere i finanziamenti per la realizzazione di un film. In una cena a casa di Amalia incontrò anche la sorella minore Rosarita, vedova da qualche tempo e di temperamento malinconico, che s'invaghì del visitatore: lo persuase a rivedersi in più occasioni e quasi lo costrinse a diventare il suo amante. Dato che la richiesta dei finanziamenti andava per le lunghe a causa della situazione politica non tranquilla, Amalia invitò Sergio a tornare a casa nella città dove viveva nell'Italia settentrionale, cosa che lasciò interdetta Rosarita.
Dopo qualche tempo, Sergio apprese della morte della madre di Amalia e che avrebbero potuto rivedersi di persona in occasione di un viaggio a Venezia, al quale avrebbe preso parte anche Rosarita. Questa apparve a Sergio molto provata, e Amalia gli confidò che alla sorella era stato diagnosticato un tumore. Rosarita, a tu per tu con Sergio, gli disse di essere rimasta molto amareggiata per il modo in cui era andato via e per il fatto di non aver avuto più ricevuto notizie da lui, e gli confidò di aver rivelato la loro tresca alla sorella.
Successivamente, Amalia telefonò a Sergio per comunicargli la morte di Rosarita e per invitarlo al funerale a Roma, prima del trasferimento della salma nella natia Sicilia. Sergio però giunse in chiesa a esequie avvenute, perché gli era stato dato un orario sbagliato, e per farsi perdonare salì sul primo aereo per l'isola, per essere presente almeno alla tumulazione. Al cimitero vide Gaetano, il cugino di primo grado da sempre innamorato di Rosarita (che gliene aveva a lungo parlato), che gli offrì ospitalità per la notte. L'indomani mattina scoprì però di essere stato chiuso a chiave nella camera e sorvegliato da un servitore di Gaetano, che giustificò questo trattamento con la necessità di preservare l'incolumità di Sergio dai desideri di vendetta di altri parenti, mal disposti verso di lui per l'offesa all'onore della defunta. Presto tuttavia lo sceneggiatore si rese conto che l'unico a volersi vendicare era proprio Gaetano, soprattutto dopo essere stato trasferito dalla casa padronale a un capanno di caccia in campagna. In occasione delle visite di Gaetano, Sergio cercò di giustificarsi spiegando che era stata Rosarita a cercare lui e non viceversa, e offrendo di mettere per iscritto la propria versione dei fatti nella lettera che avrebbe scritto.

### Seconda lettera (inevasa)
Sergio scrive che la lettura della prima lettera non ha avuto su Gaetano l'effetto sperato: egli anzi rivela che è stata proprio Rosarita a chiedergli di vendicarla, e che Amalia deve difendere la propria posizione, essendo entrata a far parte del nuovo governo.

### Post scriptum
Sergio scrive di quando il suo guardiano Salvatore è entrato nel capanno e, dopo averlo incatenato, ha preso un utensile che ha immediatamente riconosciuto come una pinza per la castrazione di animali, che ha usato su di lui. Teme che altre mutilazioni ne possano seguire.
Un giorno riceve una busta che contiene un dito umano; il suo primo pensiero è che appartenesse a Rosarita, ma poi lo riconosce per quello di sua moglie. Sente poi bussare alla porta e decide di affrontare stoicamente il proprio destino.

## Edizioni
- Fulvio Tomizza, Dal luogo del sequestro, Scrittori italiani, Milano, Mondadori, 1996, ISBN 88-04-41020-5.